# 박태균
박태균(1966년 12월 31일 ~ )은 대한민국의 역사학자이다. 현재 서울대학교 국제대학원 교수로 재직중이며, 동 대학원의 원장을 역임했다.

## 개요
서울대학교 국사학과를 졸업하고 동 대학원에서 〈1956~1964년 한국 경제개발계획의 성립과정〉(2000년)으로 박사학위를 받았다. 하버드 대학교 옌칭 연구소를 객원 연구원(Visiting fellow, 1997년 - 1999년)으로 방문했으며, KBS 〈인물현대사〉·MBC 〈이제는 말할 수 있다〉자문연구원(2000년 - 2005년), 《역사비평》편집위원(2001년 -), 브리티시컬럼비아 대학교(University of British Columbia)의 《Pacific Affairs》편집위원(2005년 -)으로 활동 중이다. 지은 책으로 《현대사를 베고 쓰러진 거인들》(1994년), 《조봉암 연구》(1995년), 《한국현대사강의》(공저, 1998년), 《박정희 모델과 신자유주의 사이에서》(공저, 2004년) 등이 있다.

## 저서
- 《버치문서와 해방정국》 (역사비평사, 2021년)
- 《베트남 전쟁》 (한겨레출판, 2016년)
- 《박태균의 이슈 한국사》 (창비, 2015년)
- 《사건으로 읽는 대한민국》 (역사비평사, 2013년)
- 《원형과 변용》 (서울대학교 출판문화원, 2007년)(서울대학교 박사학위논문 수정증보판)
- 《우방과 제국, 한미관계의 두 신화》 (창비, 2006년)
- 《한국전쟁》 (책과함께, 2005년)
- 《조봉암 연구》 (창작과비평사, 1995년)